# Кумерфелд
Кумерфелд (њем. Kummerfeld) општина је у њемачкој савезној држави Шлезвиг-Холштајн. Једно је од 49 општинских средишта округа Пинеберг. Према процјени из 2010. у општини је живјело 2.088 становника. Посједује регионалну шифру (AGS) 1056032.

## Географски и демографски подаци
Кумерфелд се налази у савезној држави Шлезвиг-Холштајн у округу Пинеберг. Општина се налази на надморској висини од 13 метара. Површина општине износи 6,5 km². У самом мјесту је, према процјени из 2010. године, живјело 2.088 становника. Просјечна густина становништва износи 321 становника/km².